# هورون (نيويورك)
هورون (بالإنجليزية: Huron, New York)‏ هي بلدة أمريكية تقع في الولايات المتحدة في مقاطعة وين، نيويورك. يقدر عدد سكانها بـ 2,117 نسمة ومساحتها 111.9 كم2 وترتفع عن سطح البحر 89 متر.